# Kościół św. Andrzeja Apostoła w Borkowie Starym
Kościół świętego Andrzeja Apostoła w Borkowie Starym – rzymskokatolicki kościół parafialny należący do parafii pod tym samym wezwaniem (dekanat Kalisz I diecezji kaliskiej).
jest to świątynia wzniesiona w 1710 roku. Ufundowana została przez  Bartłomieja Tarłę, biskupa poznańskiego. W 1760 roku została odnowiona i wyposażona przez proboszcza Mateusza Stawickiego. Restaurowana była w 2 połowie XIX wieku, w latach 1964–66 – została odkryta stara polichromia i poddana została konserwacji – jest to dzieło Zbigniewa Jaskowiaka, pokryte zostały również dachy blachą. Ponownie kościół był remontowany w 1993 roku.
Budowla jest drewniana, jednonawowa, posiada konstrukcję zrębową. Świątynia jest  orientowana i reprezentuje styl barokowy. Prezbiterium jest mniejsze w stosunku do nawy, zamknięte jest trójbocznie, z boku znajduje się zakrystia. Od frontu jest umieszczona wieża dwukondygnacyjna, posiadająca konstrukcję słupową, w jej przyziemiu znajduje się kruchta. Wieżę zwieńcza dach namiotowy i barokowy, cebulasty, blaszany dach hełmowy z  latarnią i krzyżem. Z boku nawy jest umieszczona kruchta. Świątynię nakrywa dach dwukalenicowy, pokryty blachą z sześciokątną wieżyczką na sygnaturkę. Wnętrze nakryte jest płaskimi stropami. Chór muzyczny jest podparty czterema słupami z mieczami. Belka tęczowa jest ozdobiona krucyfiksem. Polichromia w prezbiterium w stylu barokowym została wykonana w 2. połowie XVIII wieku, natomiast w nawie znajduje się współczesna z lat 60. XX wieku, dzieło Z. Klaryska. Ołtarz główny i dwa boczne w stylu barokowym powstały w 1. połowie XVIII wieku. Ambona z rzeźbą Chrystusa pochodzi z początku XVIII wieku. Chrzcielnica w stylu barokowym, kamienna powstała w 1 połowie XVIII wieku i jest ozdobiona herbem Topór. Rzeźba późnogotycka Matki Bożej z Dzieciątkiem powstała w XVI wieku.